# Kismotor- és Gépgyár
A Kismotor- és Gépgyár magyar állami vállalat volt.

## Székhelye
1119 Budapest, Fehérvári út 44. (régebben: Fehérvári út 50.)

## Története
Elődje a Csonka János Gépgyár volt, amelyet 1925-ben alapított Csonka János Automobiljavító és Gépműhely néven. A Csonka János által időskorában alapított Csonka János Gépgyár saját épülete csak Csonka halála után, 1941-re épült fel Kelenföldön, a Fehérvári út, Prielle Kornélia utca és a Dombóvári út közötti területen.
A céget 1948-ban államosították.
1950-ben vette fel a Kismotor- és Gépgyár nevet. 1963-ban a gyárhoz csatolták a budapesti Járműfelszerelési Gyárat és a Kisszivattyúgyárat, valamint 1964. január 1-jétől az addig tanácsi vállalatként működő Bajai Fémipari és Javító Vállalatot - ez utóbbi lett a vállalat 5. sz. gyáregysége. A vállalat 1970-ben Mezőkövesden, majd 1971-ben Baján létesített új gyáregységet. A vállalat számos termékét exportálták.

## Főbb termékei
Kis teljesítményű benzinmotorok, Diesel-motorok, elektromos gépcsoportok, szivattyús gépcsoportok, motorszerelvények, jármű fékszerelvények, légsűrítők, olajszűrők, karosszériaszerelvények, alumíniumöntvények.

## A rendszerváltás után
A rendszerváltást követen az állami vállalat jogutóddal szűnt meg a privatizáció során. A Fehérvári út 44. alatt működik a Csonka János Gépgyár Rt., amelynek fő tevékenysége ingatlanok bérbeadása. A Fehérvári út 50-52 alatti telken, a gyár hajdani sportpályájának helyén 2005-ben adták át a Dexagon irodaházat, a Prielle Kornélia utca 2-4 épületeiben pedig 2006 óta a SEMILAB Félvezető Fizikai Laboratórium Zrt. működik.